# 迪康星
小行星5638（英語：5638 Deikoon）是一颗围绕太阳公转的小行星。1988年10月10日，卡罗琳·舒梅克、尤金·舒梅克在帕洛马山发现了此天体。
这颗小行星的绝对星等为10.61等。小行星5638以希臘神話的人物迪康（Deicoon）命名。